# Vanovice
Vanovice é uma comuna checa localizada na região de Morávia do Sul, distrito de Blansko.